# Таврийский сельский совет (Скадовский район)
Таврийский сельский совет (укр. Таврійська сільська рада) — входит в состав
Скадовского района
Херсонской области
Украины.
Административный центр сельского совета находится в селе Таврия
.

## История
- 1968 — дата образования.

## Населённые пункты совета
- с. Таврия
- с. Вишнёвое